# 내구 연한
내구 연한(耐久年限)이란 어떠한 물체를 원래의 상태대로 사용할 수 있는 기간이다.

## 국가별 내구 연한
각 국가별의 내구 연한을 자세히 보면 아래와 같다.

### 러시아
- 탈것
  - 관용차 : 5~8년
  - 철도 차량: 40년
  - 버스 : 10~20년
  - 트럭 : 20~30년
  - 배 : 50년
  - 자전거 : 20~30년
  - 오토바이 : 20~30년

### 멕시코
- 탈것
  - 관용차 : 5~8년
  - 철도 차량 : 20~60년
  - 버스 : 10~20년
  - 트럭 : 20~30년
  - 배 : 50년
  - 자전거 : 20~30년
  - 오토바이 : 20~30년

### 사우디아라비아
- 탈것
  - 관용차 : 12년
  - 철도 차량 : 40년
  - 버스 : 20년
  - 트럭 : 40년
  - 배 : 100년
  - 자전거 : 50년
  - 오토바이 : 50년

### 우크라이나
- 탈것
  - 관용차 : 5~8년
  - 철도 차량 : 20~40년
  - 버스 : 10~12년
  - 트럭 : 20~30년
  - 배 : 50년
  - 자전거 : 20~30년
  - 오토바이 : 20~30년

### 벨기에
- 탈것
  - 관용차 : 12년
  - 철도 차량 : 40~50년
  - 버스 : 20년
  - 트럭 : 40년
  - 배 : 100년
  - 자전거 : 50년
  - 오토바이 : 50년

### 스위스
- 탈것
  - 관용차 : 12년
  - 철도 차량 : 40~70년
  - 버스 : 20년
  - 트럭 : 40년
  - 배 : 100년
  - 자전거 : 50년
  - 오토바이 : 50년

### 오스트리아
- 탈것
  - 관용차 : 12년
  - 철도 차량 : 40~50년
  - 버스 : 20년
  - 트럭 : 40년
  - 배 : 100년
  - 자전거 : 50년
  - 오토바이 : 50년

### 네덜란드
- 탈것
  - 관용차 : 12년
  - 철도 차량 : 40~50년
  - 버스 : 20년
  - 트럭 : 40년
  - 배 : 100년
  - 자전거 : 50년
  - 오토바이 : 50년

### 미국
- 탈것
  - 관용차 : 12년
  - 철도 차량 : 40~70년
  - 버스 : 20년
  - 트럭 : 40년
  - 배 : 100년
  - 자전거 : 50년
  - 오토바이 : 50년

### 이란
- 탈것
  - 관용차 : 5~8년
  - 철도 차량 : 20~50년
  - 버스 : 10~12년
  - 트럭 : 20~30년
  - 배 : 50년
  - 자전거 : 20~30년
  - 오토바이 : 20~30년

### 파키스탄
- 탈것
  - 관용차 : 5~8년
  - 철도 차량 : 20~50년
  - 버스 : 10~12년
  - 트럭 : 20~30년
  - 배 : 50년
  - 자전거 : 20~30년
  - 오토바이 : 20~30년

### 대한민국
- 탈것
  - 자동차, 트럭 : 10~30년
  - 대중교통, 버스, 8~12년
  - 자가용, 버스 : 10~30년
  - 철도 차량 : 20~40년
  - 배 : 50년
  - 자전거 : 20~60년
  - 오토바이 : 20~60년

### 중국
- 탈것
  - 자동차, 트럭 : 10~30년
  - 버스, 10~20년
  - 철도 차량 : 20~60년
  - 배 : 50년
  - 자전거 : 20~30년
  - 오토바이 : 20~30년

### 일본
- 탈것
  - 신칸센(고속 철도용 전동차) : 15년~25년
  - 자동차, 트럭 : 20~40년
  - 버스, 10~20년
  - 철도 차량 : 20~50년
  - 배 : 100년
  - 자전거 : 20~30년
  - 오토바이 : 20~30년

### 그리스
- 탈것
  - 관용차 : 5~8년
  - 철도 차량: 20~40년
  - 버스 : 8~10년
  - 트럭 : 20~30년
  - 배 : 50년
  - 자전거 : 20~30년
  - 오토바이 : 20~30년

### 독일
- 탈것
  - 관용차 : 5~8년
  - 철도 차량 : 20~40년
  - 버스 : 8~10년
  - 트럭 : 20~30년
  - 배 : 50년
  - 자전거 : 20~30년
  - 오토바이 : 20~30년

### 베트남
- 탈것
  - 관용차 : 5~8년
  - 철도 차량 : 20~40년
  - 버스 : 8~10년
  - 트럭 : 20~30년
  - 배 : 50년
  - 자전거 : 20~30년
  - 오토바이 : 20~30년

### 조선민주주의인민공화국
- 탈것
  - 관용차 : 12년
  - 철도 차량 : 40년
  - 버스 : 20년
  - 트럭 : 40년
  - 배 : 100년
  - 자전거 : 50년
  - 오토바이 : 50년

### 타이완
- 탈것
  - 관용차 : 9년
  - 철도 차량 : 20~40년
  - 버스 : 8~12년
  - 트럭 : 20~30년
  - 배 : 50년
  - 자전거 : 20~30년
  - 오토바이 : 20~30년

## 같이 보기
- 수명